# Centre de rétention administrative de Lyon Saint-Exupéry
Le centre de rétention administrative de Lyon Saint-Exupéry ou CRA Lyon Saint-Exupéry est un centre de rétention administrative en France situé à proximité de l'aéroport de Lyon-Saint-Exupéry sur le territoire de la commune de Colombier-Saugnieu en France.

## Présentation
Le centre est créé en 1995 dans un ancien hôtel Formule 1.
Le député Michel Issindou indique dans le compte-rendu de sa visite du centre en 2009 que le site peut accueillir au maximum 122 personnes.